# Phạm Kim Long (lập trình viên)
Phạm Kim Long (sinh năm 1973) là một lập trình viên, cựu sinh viên Đại học Bách Khoa Hà Nội lớp Tin A, K36 (1991–1996). Anh tốt nghiệp loại giỏi với đề tài "Quản lý hệ thống thông tin môi trường với các công cụ của Oracle". Sau khi tốt nghiệp anh tiếp tục làm nghiên cứu sinh tại Đại học Kỹ thuật Praha, Cộng hòa Séc từ năm 1997.
Bộ gõ tiếng việt UniKey (ban đầu có tên là TVNBK) được Phạm Kim Long thực hiện vào năm 1994. Phiên bản đầu tiên này được viết bằng ngôn ngữ Assembly dành cho hệ điều hành DOS khi anh còn là sinh viên. Sau đó, vào đầu năm 1998 tác giả tiếp tục viết bản dành cho hệ điều hành Windows với tên gọi LittleVnKey, nhưng chỉ dùng riêng và dành tặng một số bạn bè. Phiên bản này cũng chưa hỗ trợ Unicode.
Đến cuối năm 2000, trong một lần tình cờ lang thang trên mạng, thấy mọi người bàn luận rất sôi nổi và háo hức về vấn đề hỗ trợ Unicode tiếng Việt trong Windows (khi đó ngoài hỗ trợ có sẵn trong Windows thì VietKey và Vpskeys đã gõ được Unicode), Phạm Kim Long đã nảy ra ý tưởng về một bộ gõ miễn phí hỗ trợ Unicode. Từ đó đến nay, sau nhiều ngày làm việc miệt mài, cập nhật và cải tiến liên tục, tác giả đã cho ra đời các phiên bản UniKey ngày càng hoàn thiện hơn, được cài đặt gần như trên tất cả các máy tính sử dụng hệ điều hành Windows tại Việt Nam.